# 筑波常治
筑波 常治（つくば ひさはる、1930年9月9日 - 2012年4月13日）は、日本の農学史学者、科学評論家。専門は日本農業技術史、自然科学史。

## 略歴
東京府豊多摩郡代々幡町代々木（現・東京都渋谷区元代々木町）の3000坪の自邸で生まれる。侯爵筑波藤麿の長男。父方祖母・菊麿王妃常子の常と明治神宮の治から「常治」と命名される。母は子爵毛利高範の娘。弟に真言宗山階派大本山勧修寺門跡筑波常遍。父方祖父は山階宮菊麿王。父の兄弟に山階宮武彦王、山階芳麿、浅野安子、鹿島萩麿、葛城茂麿。義理の伯父に近衛文麿・近衛秀麿兄弟（いずれも母の姉らの配偶者）がいる。明仁上皇ははとこにあたる（香淳皇后の母と筑波藤麿の母、つまり祖母同士が姉妹）。
華族のみが入学できる女子学習院付属幼稚園に通い、学習院初等科から学習院中等科に進むが、2年生の時、茨城県内原町の満蒙開拓幹部訓練所で修練中、いじめを受けて脱走事件や自殺未遂を起こし、1945年4月、学習院中等科2年修了の資格で海軍経理学校に入学（第39期）。1946年に母親が敗血症で急死。戦後は農業に関心を持ち、伯父山階芳麿（山階鳥類研究所設立者）の紹介で日本農業研究所の臨時農夫となる。
1948年、東京農業大学予科に入学。しかし「1年いて、この斜陽私立大学に、すっかり魅力を感じなくな」って中退し、1949年、東北大学農学部入学。1953年、同卒業。同年、東北大学大学院農学研究科修士課程入学（専攻は作物遺伝育種学）。1956年、同修了。
同年、法政大学助手（担当は生物学と科学史）。同専任講師から助教授を経て1968年に依願退職。同年、青山学院女子短期大学助教授（担当は自然科学概論と科学文化史）。1970年、同校を依願退職し、1981年までフリーランスの科学評論家として著述業に従事する傍ら、早稲田大学教育学部などで非常勤講師を務める。1982年、早稲田大学政治経済学部助教授。1987年、同教授。2001年に定年退職。墓所は多磨霊園。

## 人物
衣服、眼鏡の縁、万年筆のインク、印鑑の朱肉など身の回りのものをことごとく緑色で揃えているため、「緑の麗人」の異名を持っていた。自宅の住所も「緑町」であった。

## 著書
- 『日本農業技術史』地人書館、1959年
- 『破約の時代』講談社、1959年
- 『ダーウィン 進化論をとなえた人』岩崎書店 少国民の偉人物語文庫、1960年
- 『日本人の思想 農本主義の世界』三一新書、1961年
- 『科学事始 江戸時代の新知識』筑摩書房、1963年
- 『二宮尊徳』国土社 少年伝記文庫 1963年
- 『明治天皇』角川新書、1967年
- 『日本の農業につくした人々』さ・え・ら書房、1968年
- 『野口英世 名声に生きぬいた生涯』講談社現代新書、1969年
- 『米食・肉食の文明』NHKブックス、1969年
- 『五穀豊饒 農業史こぼれ話』北隆館、1972年
- 『創造者たち 近代日本の胎動期に学問と産業の道をひらいた先駆者たちの系譜』小学館、1972年
- 『日本をめぐる現代の幻想』PHP研究所、1974年
- 『自然と文明の対決』（日本経済新聞社、1977年
- 『農業博物誌』全4巻（玉川大学出版部、1978年-1983年
- 『生命の科学史 その文化的側面』旺文社 ラジオ大学講座、1980年
- 『小学校社会科全集 日本の歴史』国土社、1982年
- 『人類の知的遺産 ダーウィン』講談社、1983年
- 『生命科学史』放送大学、1985年
- 『日本の農書 農業はなぜ近世に発展したか』中公新書、1987年
- 『生物学史 自然と生きものの文化』放送大学、1993年
- 『筑波常治伝記物語全集』国土社
  - 『西郷隆盛』1968年
  - 『島津斉彬』1968年
  - 『高野長英』1969年
  - 『高杉晋作』1969年
  - 『徳川慶喜』1969年
  - 『坂本竜馬』1969年
  - 『福沢諭吉』1969年
  - 『近藤富蔵』1969年
  - 『間宮林蔵』1969年
  - 『大蔵永常』1969年
  - 『織田信長』1970年
  - 『上杉謙信』1970年
  - 『天草四郎』1971年
  - 『北条早雲』1972年
  - 『高山右近』1975年
  - 『足利義昭』1975年
  - 『山中鹿之介』1976年
  - 『武田勝頼』1978年
  - 『島津義久』1979年
  - 『徳川家康』1981年

## 共編著
- 『現代日本思想大系 第26 科学の思想 第2』上山春平、川上武共編、筑摩書房、1964年
- 『明治の群像 第7 産業の開発』菊池俊彦共編、三一書房、1971年
- 『失敗の科学史』大沼正則編著、日本放送出版協会 NHKブックスジュニア、1973年
- 『近代日本思想大系 9 丘浅次郎集』筑摩書房、1974年